# Boston Beacons
Los Boston Beacons fueron un equipo de fútbol de los Estados Unidos que jugaron en la North American Soccer League, la desaparecida liga de fútbol más importante del país.

## Historia
Fue fundado en el año 1968 en la ciudad de Boston, Massachusetts y fueron uno de los equipos fundadores de la North American Soccer League en 1968 en lugar del Boston Rovers y tenían como sede el Fenway Park, sede también de los Boston Red Sox.
El equipo solamente existió una temporada, ya que para el final de 1968 el club desapareció.

## Temporadas
| Año  | Liga | G | P  | E | Pts | Temporada Regular      | Playoffs     | Asistencia |
| ---- | ---- | - | -- | - | --- | ---------------------- | ------------ | ---------- |
| 1968 | NASL | 9 | 17 | 6 | 121 | 5.ª División Atlántica | No Clasificó | 4,004      |

## Jugadores destacados
| - Erik Dyreborg - Charlie McCully - Plácido Bilbao | - Paddy Mulligan - Rubén Héctor Sosa |